# Emma Bjerg
Emma Cecilie Norsgaard Bjerg (Silkeborg, 26 juli 1999) is een Deens baan- en wegwielrenster. Op 31 oktober 2021 huwde ze met profwielrenner Mikkel Bjerg. Vanaf 2025 komt ze uit voor Lidl-Trek. Ze heeft ook een oudere broer Mathias Norsgaard.

## Carrière
In 2015 werd Bjerg, toen nog Norsgaard, achter Amalie Dideriksen tweede op het nationaal kampioenschap op de weg. Echter, Bjerg was nog geen eerstejaars juniore, waardoor haar klassering niet in de officiële UCI-uitslag wordt vermeld. Daarnaast werd ze derde in de juniorentijdrit, maar ook in de officiële uitslag van deze wedstrijd staat Bjerg niet.
Ze reed in 2015, 2016 en 2017 als juniore voor Team Rytger en maakte in 2018 de overstap naar Cervélo-Bigla. In 2016 volgde Bjerg, als eerstejaars junior, Dideriksen op als Deens wegkampioene bij de eliterensters. Op 22 september 2017 won ze zilver op het wereldkampioenschap op de weg voor junioren in Bergen, door de sprint te winnen van de achtervolgende groep achter de solo weggereden Elena Pirrone.
In 2021 brak ze door met diverse podiumplaatsen in het voorjaar. Zo werd ze tweede in de Omloop Het Nieuwsblad, tweede in Le Samyn des Dames, tweede in Brugge-De Panne en in de Healthy Ageing Tour werd ze tweede in de laatste etappe met aankomst op de VAM-berg, derde in het eindklassement en ze won het jongerenklassement. Op de Olympische Spelen van 2020 eindigde ze als 17e in de tijdrit en finishte ze niet in de wegwedstrijd.

## Palmares
2016
 Deens kampioene wegwedstrijd, elite
2017
 Deens kampioene tijdrijden, junioren
 Wereldkampioenschap wegwedstrijd, junioren
 Europees kampioenschap wegwedstrijd, junioren
 Europees kampioenschap tijdrijden, junioren
2018
 Deens kampioenschap wegwedstrijd, elite
2020
 Deens kampioene wegwedstrijd, elite
 Europees kampioenschap wegwedstrijd, beloften
1e etappe Setmana Ciclista Valenciana
2021
Jongerenklassement Healthy Ageing Tour
1e etappe Festival Elsy Jacobs
2e etappe Festival Elsy Jacobs
Eind-, punten- en jongerenklassement Festival Elsy Jacobs
1e etappe Ronde van Thüringen
Jongerenklassement Ronde van Thüringen
 Deens kampioene tijdrit, elite
6e etappe Ronde van Italië
2022
Le Samyn
 Deens kampioene tijdrit, elite
Kreiz Breizh Elites
2023
 Deens kampioene tijdrit, elite
6e etappe Tour de France Femmes
2024
 Deens kampioene tijdrit, elite
2025
1e etappe Ronde van Spanje (TTT)

### Resultaten in voornaamste wedstrijden
| Jaar | Ronde van Italië | Ronde van Frankrijk | Ronde van Spanje |
| ---- | ---------------- | ------------------- | ---------------- |
| 2018 | opgave           |                     |                  |
| 2019 |                  |                     |                  |
| 2020 | opgave           |                     |                  |
| 2021 | 57e              |                     |                  |
| 2022 | 99e              | opgave              |                  |
| 2023 |                  | 70e                 | 73e              |
| 2024 |                  | 76e                 | opgave           |
| 2025 |                  | 98e                 | 75e              |

| Jaar | Gent-Wevelgem | Ronde van Vlaanderen | Parijs-Roubaix | Amstel Gold Race | Luik-Bast.‑Luik | Omloop van het Hageland | Omloop Het Nieuwsblad | Le Samyn |  | WK op de weg |
| ---- | ------------- | -------------------- | -------------- | ---------------- | --------------- | ----------------------- | --------------------- | -------- |  | ------------ |
| 2018 | opgave        | opgave               |                |                  | opgave          |                         |                       |          |  | opgave       |
| 2019 |               |                      |                |                  |                 |                         |                       |          |  |              |
| 2020 | 14e           |                      |                |                  |                 | ↑                       | 55e                   |          |  | 61e          |
| 2021 | 9e            | 35e                  | 6e             |                  |                 |                         | ↑                     | ↑        |  | 82e          |
| 2022 | 5e            | 13e                  | 11e            | 17e              |                 | ↑                       | 6e                    | ↑        |  | opgave       |
| 2023 |               |                      |                |                  |                 |                         | 4e                    |          |  |              |
| 2024 | 35e           | 20e                  | opgave         |                  |                 |                         | 11e                   | 15e      |  | opgave       |
| 2025 | 92e           | 35e                  | 14e            |                  |                 |                         |                       |          |  |              |

## Ploegen
- 2015 -  Team Rytger
- 2016 -  Team Rytger
- 2017 -  Team Rytger powered by Cykeltøj-Online.dk
- 2018 -  Cervélo-Bigla
- 2019 -  Bigla Pro Cycling
- 2020 -  Bigla-Katjoesja
- 2021 -  Movistar Team
- 2022 -  Movistar Team
- 2023 -  Movistar Team
- 2024 -  Movistar Team
- 2025 –  Lidl-Trek

Duyck · Hanselmann · Koppenburg · Lepistö · Moolman-Pasio · Norsgaard · Rose · Uttrup Ludwig · Vilmann
Alzini · Banks · Chabbey · Harvey · Leth · Norsgaard · Nosková · Sperotto · Thomas · Uttrup Ludwig · Wright
Alzini · Banks · Chabbey · Fisher-Black · Harvey · Koppenburg · Norsgaard · Nosková · Reusser · Sperotto · Stirnemann · Thomas · Wright
Aalerud · Biannic · Erić · González · Guarischi · Gutiérrez · Martín · Norsgaard · Oyarbide · Rodríguez · Teruel · Thomas · Van Vleuten
Aalerud · Biannic · Erić · Gigante · González · Guarischi · Gutiérrez · Martín · Norsgaard · Oyarbide · Patiño · Rodríguez · Sierra · Van Vleuten
Aalerud · Biannic · Bjerg · Erić · Gigante · González · Gutiérrez · Lippert · Mackaij · Martín · Meijering (vanaf 1/5) · Oyarbide · Patiño · Rodríguez · Sierra · Van Vleuten
Baril · Biannic · Bjerg · Erić · Ferguson (stage vanaf 1/8) · Gutiérrez · Lippert · Mackaij · Martín · Meijering · Patiño · Laura Ruiz Pérez · Lucía Ruiz Pérez · Sierra · Steels
van Anrooij · Balsamo · Bjerg · Brand · Copponi · Deignan · van Dijk · Fisher-Black · Hanson · Henderson · A. Holmgren · I. Holmgren · Markus · Moors · Realini · Sanguineti · Sharp · Spratt · Wilson-Haffenden